# Torre Maura (estación)
Torre Maura es una estación de la línea C del Metro de Roma. Se encuentra en la intersección entre la Via Casilina, Via dell'Aquila Reale y la Via Walter Tobagi, próxima a la Autopista A90 en la zona romana de Torre Maura, que le da el nombre a la estación.

## Historia
La apertura tuvo lugar el 9 de noviembre de 2014  como parte de la sección Parco di Centocelle a Monte Compatri-Pantano de la línea C del Metro de Roma.
El nombre de la estación iba a ser Giglioli  y es la última, antes de volver al centro de Roma, en la circunferencia del Grande Raccordo Anulare (o Autopista A90), en la salida 18 Casilina. Se encuentra aproximadamente a mitad de tiempo de ambos terminales de la línea: a 17 minutos de San Giovanni, a 16 minutos del extremo opuesto en Monte Compatri-Pantano.
La parada Tobagi del ferrocarril Roma-Giardinetti se unió a la estación hasta el 3 de agosto de 2015, cuando el servicio ferroviario otorgado se limitó a la estación de Centocelle. La parada se inserta en los llamados "puntos fijos del PUMS", la reapertura del servicio ferroviario, con la consiguiente modernización y extensión hacia la zona universitaria de Tor Vergata.

## Disposición
La estación tiene una salida central ubicada entre la Via Walter Tobagi y la Via Enrico Giglioli que conduce a una pequeña plaza utilizada como espacio público, dos salidas laterales (con ascensor) en la misma Via Enrico Giglioli, y una salida en Via Casilina en la intersección con la Via del Sassonegro (con ascensor), conectado a la zona del torniquete por un paso subterráneo.
La parada de autobús tiene un estacionamiento de 22 espacios, de las cuales 1 está reservado para personas discapacitadas.

## Intercambios
- Parada de autobús (ATAC).